# Kim cang thân bốn cạnh
Kim cang thân bốn cạnh (danh pháp: Smilax gagnepainii) là một loài thực vật có hoa trong họ Smilacaceae. Loài này được T.Koyama miêu tả khoa học đầu tiên năm 1977.